# Grand viaduc de Weinan Weihe
Le grand viaduc de Weinan Weihe (chinois simplifié : 渭南渭河特大桥 ; chinois traditionnel : 渭南渭河特大橋 ; pinyin : Wèinán wèihé tè dàqiáo ; litt. « Grand viaduc de Weinan sur la Wei ») est une partie de la liaison ferroviaire à grande vitesse Zhengzhou-Xi'an qui relie les villes de Zhengzhou et Xi'an, en Chine. Le pont est long de 79 732 mètres et traverse la Wei à deux reprises, ainsi que de nombreuses autres rivières, des routes et des chemins de fer.
Le pont fut achevé en 2008, mais la ligne ferroviaire elle-même n'a été ouverte que le 6 février 2010.
Le coût total d’aménagement de la ligne complète, longue de 505 km, a été de 35,3 milliards de yuans. Le train parcourt les 505 km de distance en 1 h 48 au lieu de 6 h auparavant à la vitesse commerciale de 280 km/h, avec des pointes à 352 km/h,.
Près de 2 300 000 m3 de béton et 45 000 tonnes d'acier ont été employés pour compléter la structure. Environ 10 000 ouvriers ont participé à la construction du pont. 